# Liquide pré-éjaculatoire
Pour les articles homonymes, voir PEF.
Ne doit pas être confondu avec le liquide séminal et le liquide prostatique, composants du sperme.
Le liquide pré-éjaculatoire est, en physiologie humaine, un liquide biologique visqueux et incolore émis par l'urètre masculin pendant l'excitation sexuelle et le plateau, les deux premières phases du cycle sexuel. Il se distingue du sperme qui est éjaculé au cours de l'orgasme, la phase suivante du cycle.

## Dénominations
Le liquide pré-éjaculatoire est aussi appelé liquide pré-séminal,,, fluide de Cowper, pré-éjaculat ou liquide pré-spermatique. Il est parfois abrégé PEF pour l'anglais pre-ejaculate fluid et le terme anglais precum est parfois utilisé en français.
Il peut être appelé pré-sperme dans le langage familier, et est surnommé rosée du désir ou rosée d'amour chez les Romains, par analogie avec la rosée.

## Production
Le liquide pré-éjaculatoire est sécrété par les glandes de Cowper. Les glandes de Littré, et peut-être aussi les lacunes de Morgagni (en), joueraient également un rôle dans sa production.
Sa production commence vers le début de la puberté.[réf. nécessaire]

## Fonction
Le liquide pré-éjaculatoire sert à la lubrification, facilitant à la fois le coït (tout comme les sécrétions vaginales chez la femme) mais aussi le mouvement du prépuce sur le gland. Il sert également à protéger les spermatozoïdes de l'acidité du vagin et des restes d'urine dans le canal urétral. Il a également des propriétés immunodéfensives et joue un rôle dans la coagulation du sperme.

## Quantité
Le liquide pré-éjaculatoire est sécrété en quantité variable selon les individus : certains n'en produisent pas du tout, d'autres jusqu'à 5 millilitres.
Dans de rares cas, un individu peut en produire une quantité excessive, ce qui peut être une cause d'embarras ou d'irritation. Quelques études de cas ont indiqué des résultats satisfaisants pour de tels individus lorsqu'ils sont traités avec un inhibiteur de 5-alpha réductase tel que la finastéride.

## Présence de sperme
La présence ou l'absence de sperme dans le liquide pré-éjaculatoire est un sujet qui n'a pas fait l'objet de beaucoup de recherches.
Il existe une idée reçue, provenant peut-être de Human Sexual Response écrit en 1966 par Masters et Johnson, selon laquelle le liquide pré-éjaculatoire contiendrait du sperme, et serait donc la cause de la faible fiabilité du coït interrompu en tant que méthode de contraception.
Pourtant, même si aucune étude n'a été menée à large échelle sur ce sujet, des études à plus petite échelle tendent à prouver le contraire. En effet, sur les échantillons de liquide pré-éjaculatoire testés, la plupart ne contenaient pas de sperme, et les autres n'en contenaient pas en quantité suffisante pour provoquer la grossesse,,,. Dans ce cas les grossesses qui sont observées malgré la pratique du coït interrompu, et ce même de manière parfaite, ne seraient donc pas imputables à la présence de sperme dans le liquide pré-éjaculatoire, mais plutôt à du sperme subsistant dans l'urètre après une éjaculation récente et entraîné par le liquide pré-éjaculatoire, ou encore à du sperme entré accidentellement en contact avec la vulve,.
Toutefois, selon d'autres études, le liquide pré-éjaculatoire pourrait contenir, chez certains individus, une part non négligeable de spermatozoïdes motiles,.
Néanmoins toutes les études sur le sujet présentent des problèmes méthodologiques, n'atteignant notamment pas un nombre de participants suffisant pour être statistiquement significatives,.
Le liquide pré-éjaculatoire contient des marqueurs chimiques associés au sperme, comme des phosphatases acides, tandis que d'autres marqueurs du sperme, comme la gamma-glutamyltranspeptidase, en sont absents.
Outre le risque de grossesse, la question de la présence de sperme dans le liquide pré-éjaculatoire a des conséquences en médecine légale en cas d'agression sexuelle.

## Vecteur de maladie
Certaines études ont prouvé la présence du VIH dans le liquide pré-éjaculatoire des personnes séropositives, ce qui peut infecter le ou la  partenaire,,.

## Aspects religieux
Dans l'islam, le liquide pré-éjaculatoire est appelé madhy, (arabe : مَذْي, aussi transcrit maḏy), et les différentes écoles juridiques du sunnisme s'accordent sur le fait que son émission est une impureté mineure n'annulant que les petites ablutions,.